# Vétivazulène
Le vétivazulène est un dérivé de l'azulène, obtenu à partir de l'huile de vétiver. C'est un sesquiterpène bicyclique, et un isomère du guaiazulène.